# 类骨质
类骨质（Osteoid）是指骨骼形成过程中暂时存在于成骨细胞周围的一类未矿化的有机质。类骨质由成骨细胞分泌，主要成分为1型胶原蛋白、硫酸软骨素，以及骨钙蛋白。随着骨骼的成熟，类骨质会发生矿化（也称为钙化），转变为骨基质。